# La Capelle
Pour les articles homonymes, voir La Capelle (homonymie).
La Capelle est une commune française située dans le département de l'Aisne en région Hauts-de-France.

## Géographie

### Localisation
La Capelle est un bourg de Thiérache, dans le Nord-Est du département de l'Aisne et située au carrefour des routes nationales 2, 29 (RD 1029) et 43 (RD 1043).
Elle fut desservie par la ligne Busigny - Hirson, ligne de chemin de fer qui fonctionna de 1885 à 1959 (et 1977 pour le trafic marchandises entre Le Nouvion-sur-Meuse et La Capelle).
La Capelle est limitrophe des communes suivantes :

### Hydrographie
La commune est traversée par la ligne de partage des eaux entre les bassins hydrographiques Artois-Picardie et Seine-Normandie. Elle est drainée par le Lerzy, le cours d'eau 01 du Bosquet Marcy, le cours d'eau 01 du Fond des Macons et le fossé du Pré de la Herse,.
Le Lerzy, d'une longueur de 11 km, prend sa source dans la commune  et se jette  dans l'Oise (rive gauche) à Sorbais, après avoir traversé trois communes.

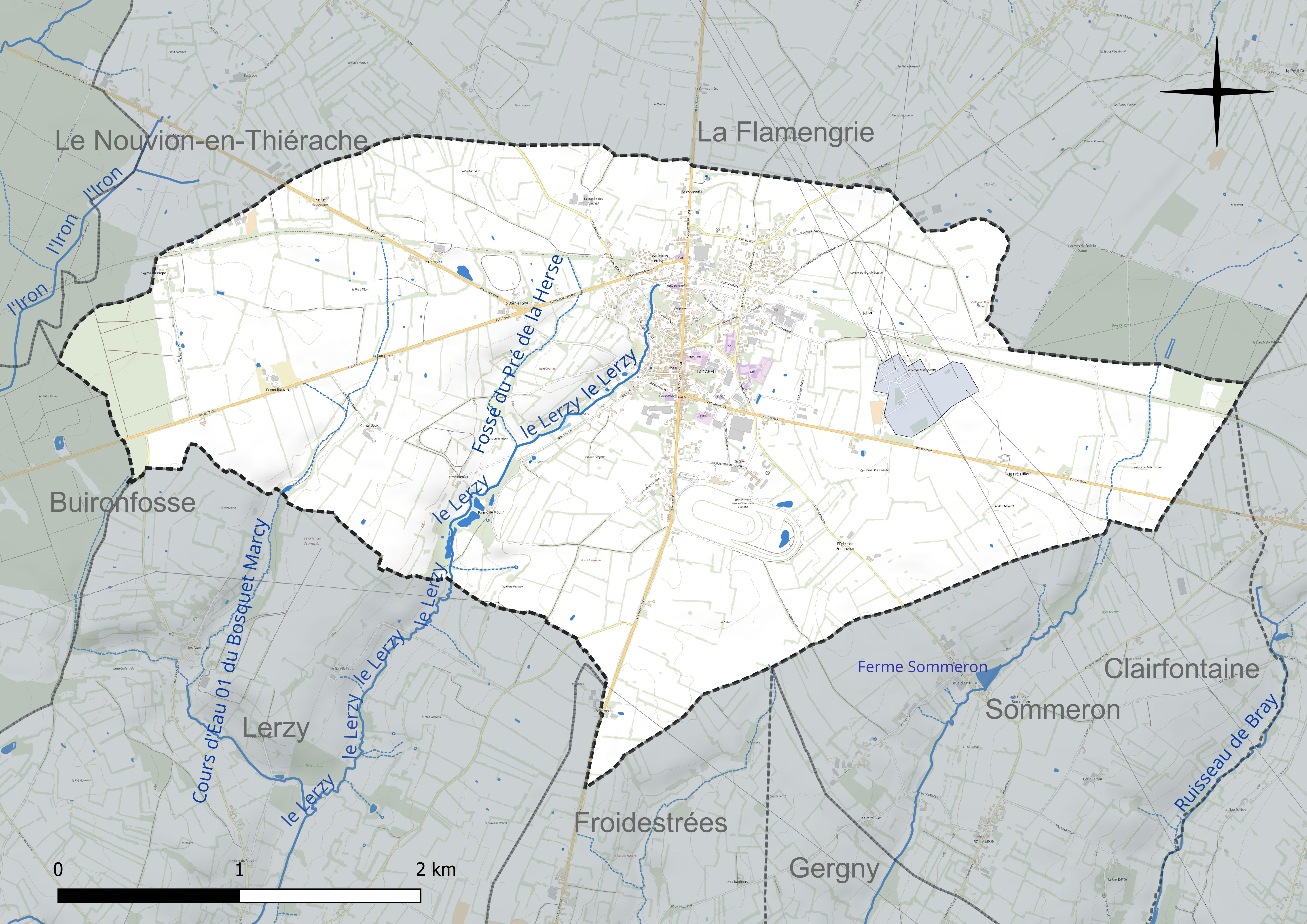
Réseau hydrographique de la Capelle.

### Climat
Pour des articles plus généraux, voir Climat des Hauts-de-France et Climat de l'Aisne.
En 2010, le climat de la commune est de type climat de montagne, selon une étude du CNRS s'appuyant sur une série de données couvrant la période 1971-2000. En 2020, Météo-France publie une typologie des climats de la France métropolitaine dans laquelle la commune est exposée à un climat océanique altéré et est dans la région climatique Nord-est du bassin Parisien, caractérisée par un ensoleillement médiocre, une pluviométrie moyenne régulièrement répartie au cours de l'année et un hiver froid (3 °C).
Pour la période 1971-2000, la température annuelle moyenne est de 9,4 °C, avec une amplitude thermique annuelle de 15,2 °C. Le cumul annuel moyen de précipitations est de 955 mm, avec 13,2 jours de précipitations en janvier et 10 jours en juillet. Pour la période 1991-2020 la température moyenne annuelle observée sur la station météorologique la plus proche, située sur la commune de Fontaine-lès-Vervins à 14 km à vol d'oiseau, est de 10,5 °C et le cumul annuel moyen de précipitations est de 826,3 mm,. Pour l'avenir, les paramètres climatiques de la commune estimés pour 2050 selon différents scénarios d'émission de gaz à effet de serre sont consultables sur un site dédié publié par Météo-France en novembre 2022.

## Urbanisme

### Typologie
Au 1er janvier 2024, La Capelle est catégorisée bourg rural, selon la nouvelle grille communale de densité à 7 niveaux définie par l'Insee en 2022.
Elle est située hors unité urbaine et hors attraction des villes,.

### Occupation des sols
L'occupation des sols de la commune, telle qu'elle ressort de la base de données européenne d'occupation biophysique des sols Corine Land Cover (CLC), est marquée par l'importance des territoires agricoles (84,8 % en 2018), en diminution par rapport à 1990 (86,7 %). La répartition détaillée en 2018 est la suivante :
prairies (72,3 %), terres arables (12,4 %), zones urbanisées (8,4 %), forêts (2,6 %), zones industrielles ou commerciales et réseaux de communication (2,1 %), espaces verts artificialisés, non agricoles (2,1 %).
L'évolution de l'occupation des sols de la commune et de ses infrastructures peut être observée sur les différentes représentations cartographiques du territoire : la carte de Cassini (XVIIIe siècle), la carte d'état-major (1820-1866) et les cartes ou photos aériennes de l'IGN pour la période actuelle (1950 à aujourd'hui).

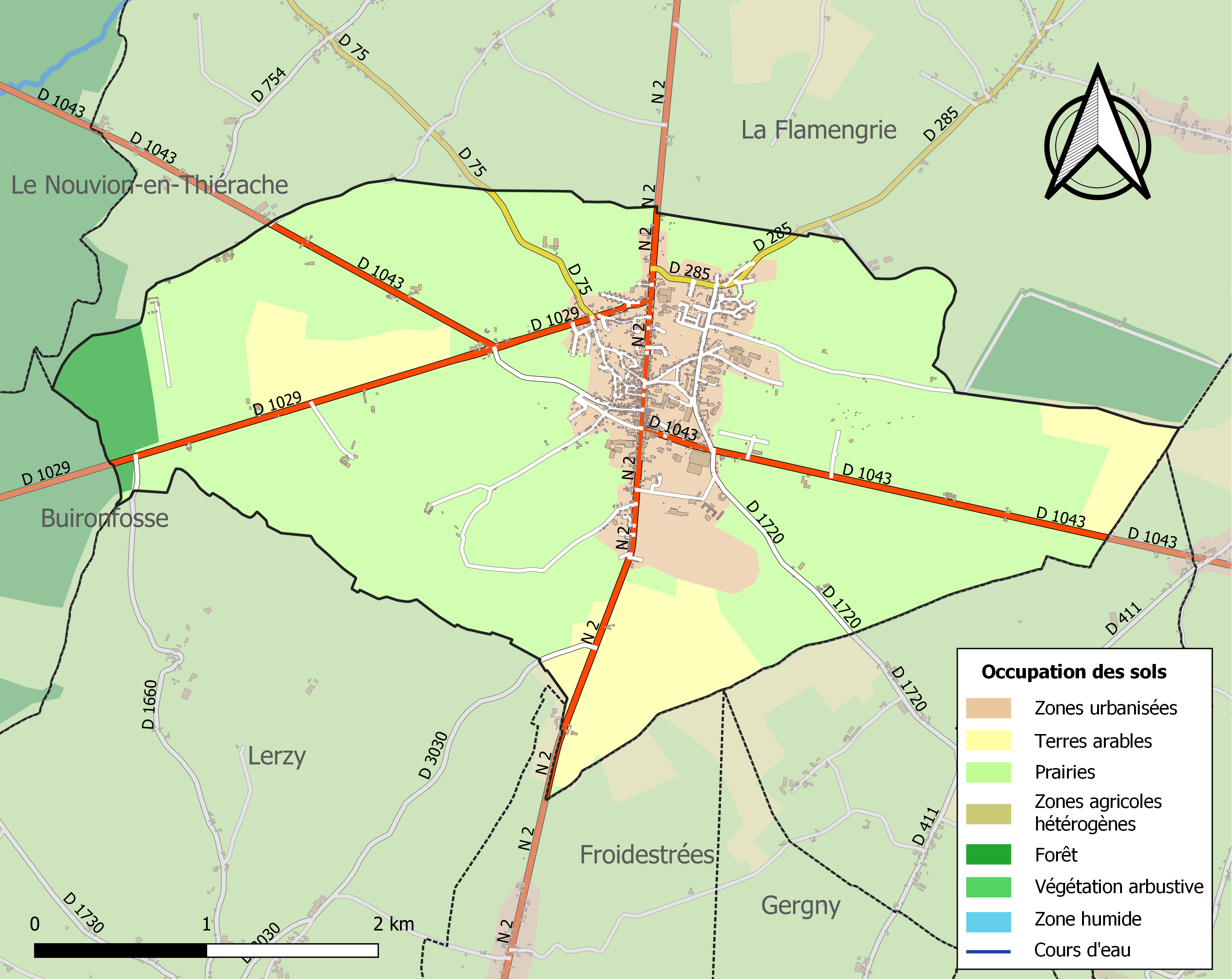
Carte des infrastructures et de l'occupation des sols de la commune en 2018 (CLC).

## Toponymie
Le nom de la localité est attesté sous les formes Capella (1179) ; Le Chapele (1218) ; La Cappelle (1409) ; Chapelle-en-Thiérasche (1466) ; Chapelle-en-Thiérache (1477) ; La Chapelle (1553) ; La Capelle-en-Thieraisse (1568) ; La Capele (1591) ; La Cappelle-en-Thiérasche (1594) ; La Chapelle-en-Thiérache (1628).
Le nom de La Capelle représente la fixation toponymique du terme normanno-picard capelle signifiant « chapelle », et désigne celle dédiée à sainte Grimonie.

## Histoire
Le village aurait été fondé par sainte Grimonie, sainte d'origine d'Irlande du IVe siècle.
Pendant la Guerre franco-espagnole (1595-1598), le village a été pris par les troupes espagnoles du comte de Fuentes.

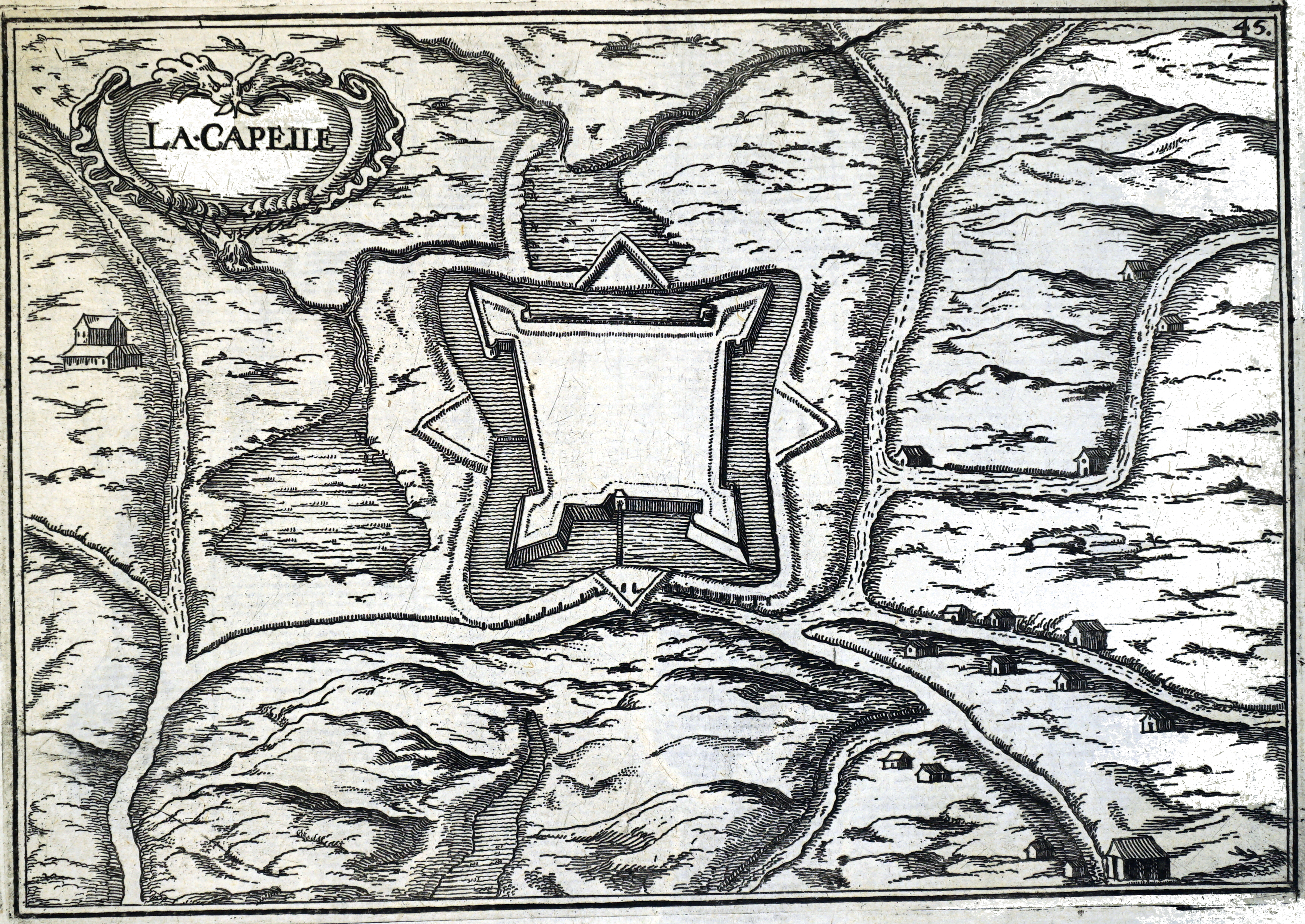
La place dessinée par Christophe Tassin et publié en 1634.

Le bourg eut une importance stratégique, en défendant la frontière française face à Avesnes-sur-Helpe, qui fut espagnole.
Le 1er août 1874, la première réunion officielle de l'hippodrome se déroule avec sept épreuves sur un champ de course d'essai. 10 000 personnes participent à l'événement.
Le 7 novembre 1918, à la fin de la Première Guerre mondiale, c'est à La Capelle que les plénipotentiaires allemands venus pour négocier l'armistice avec à leur tête Matthias Erzberger, franchirent les lignes de front et rencontrèrent le commandant de Bourbon Busset chargé par le maréchal Foch de les amener à Rethondes. Ils furent amenés en voiture jusqu'à Homblières puis Tergnier où un train spécial les attendait. Il les transporta alors à la clairière de Rethondes en forêt de Compiègne le 8 au matin où les attendait le maréchal Foch avec la délégation alliée dans son train de commandement.
8 août 1920 : l'hippodrome rouvre ses portes.
10 août 1924 : inauguration des tribunes de l'hippodrome. 25 000 personnes participent à l'inauguration.
1940 : lors de la Seconde Guerre mondiale, en 1940 pendant la Drôle de guerre, le général Paul Barbe installe à La Capelle le poste de commandement de sa division, la 4e division légère de cavalerie.
1959 : l'hippodrome reçoit son premier tiercé.
1996 : l'hippodrome reçoit les premières réunions PMU.

## Politique et administration

### Découpage territorial
La commune de Capelle est membre de la communauté de communes de la Thiérache du Centre, un établissement public de coopération intercommunale (EPCI) à fiscalité propre créé le 31 décembre 1992 dont le siège est à La Capelle. Ce dernier est par ailleurs membre d'autres groupements intercommunaux.
Sur le plan administratif, elle est rattachée à l'arrondissement de Vervins, au département de l'Aisne et à la région Hauts-de-France. Sur le plan électoral, elle dépend du  canton de Vervins pour l'élection des conseillers départementaux, depuis le redécoupage cantonal de 2014 entré en vigueur en 2015, et de la troisième circonscription de l'Aisne  pour les élections législatives, depuis le dernier découpage électoral de 2010.

### Administration municipale
| Période                                  | Période                   | Identité         | Étiquette | Qualité                                                   |
| ---------------------------------------- | ------------------------- | ---------------- | --------- | --------------------------------------------------------- |
| avant 1875                               | après 1876                | Mambourg         |           |                                                           |
| Les données manquantes sont à compléter. |                           |                  |           |                                                           |
| 1957                                     | 1997                      | Louis Hennebelle | UDR-RPR   | Médecin, conseiller général                               |
| 1997                                     | 1999                      | Michel Flandre   |           |                                                           |
| 1999                                     | mai 2020                  | Guy Méresse      | DVD-LR    | Retraité Fonction publique Réélu pour le mandat 2014-2020 |
| mai 2020,                                | En cours (au 28 mai 2020) | Johann Wéry      | DVG       | Suppléant du député Jean-Louis Bricout (2022-2024)        |

### Résultats électoraux
Présidentielle 2002
- Jacques Chirac : 815 voix, 74,98 %
- Jean-Marie Le Pen : 272 voix, 25,02 %

Législatives 2002
- Jean-Pierre Balligand (PS) : 473 voix, 56,58 %
- Annick Garin (UMP) : 363 voix, 43,42 %

Référendum de 2005 sur la constitution européenne
- NON : 674 voix, 67,60 %
- OUI : 323 voix, 32,40 %

Présidentielle 2007
- Nicolas Sarkozy : 646 voix, 57,07 %
- Ségolène Royal : 486 voix, 42,93 %

Législatives 2007
- Frédéric Meura (UMP) : 641 voix, 68,19 %
- Jean-Pierre Balligand (PS) : 299 voix, 31,81 %

Élections régionales 2010
- Caroline Cayeux (UMP) : 324 voix, 47,65 %
- Claude Gewerc (PS) : 245 voix, 36,03 %
- Michel Guiniot (FN) : 111 voix, 16,32 %

### Distinctions et labels
Ville fleurie: 2 fleurs attribuées en 2009 par le Conseil des Villes et Villages Fleuris de France au Concours des villes et villages fleuris.

## Population et société

### Démographie
L'évolution du nombre d'habitants est connue à travers les recensements de la population effectués dans la commune depuis 1793. Pour les communes de moins de 10 000 habitants, une enquête de recensement portant sur toute la population est réalisée tous les cinq ans, les populations de référence des années intermédiaires étant quant à elles estimées par interpolation ou extrapolation. Pour la commune, le premier recensement exhaustif entrant dans le cadre du nouveau dispositif a été réalisé en 2007.

En 2022, la commune comptait 1 757 habitants, en évolution de −2,44 % par rapport à 2016 (Aisne : −1,97 %, France hors Mayotte : +2,11 %).
| 1793 | 1800 | 1806 | 1821  | 1831  | 1836  | 1841  | 1846  | 1851  |
| ---- | ---- | ---- | ----- | ----- | ----- | ----- | ----- | ----- |
| 891  | 828  | 964  | 1 199 | 1 341 | 1 514 | 1 532 | 1 658 | 1 612 |

| 1856  | 1861  | 1866  | 1872  | 1876  | 1881  | 1886  | 1891  | 1896  |
| ----- | ----- | ----- | ----- | ----- | ----- | ----- | ----- | ----- |
| 1 576 | 1 537 | 1 738 | 1 672 | 2 260 | 2 403 | 2 603 | 2 349 | 2 285 |

| 1901  | 1906  | 1911  | 1921  | 1926  | 1931  | 1936  | 1946  | 1954  |
| ----- | ----- | ----- | ----- | ----- | ----- | ----- | ----- | ----- |
| 2 261 | 2 235 | 2 279 | 2 100 | 2 042 | 2 126 | 2 130 | 1 820 | 1 956 |

| 1962  | 1968  | 1975  | 1982  | 1990  | 1999  | 2006  | 2007  | 2012  |
| ----- | ----- | ----- | ----- | ----- | ----- | ----- | ----- | ----- |
| 2 019 | 2 065 | 2 196 | 2 123 | 2 149 | 2 007 | 1 914 | 1 896 | 1 823 |

| 2017  | 2022  | - | - | - | - | - | - | - |
| ----- | ----- | - | - | - | - | - | - | - |
| 1 788 | 1 757 | - | - | - | - | - | - | - |

### Manifestations culturelles et festivités
La Foire aux fromages, organisée chaque premier dimanche de septembre.

## Culture locale et patrimoine

### Lieux et monuments

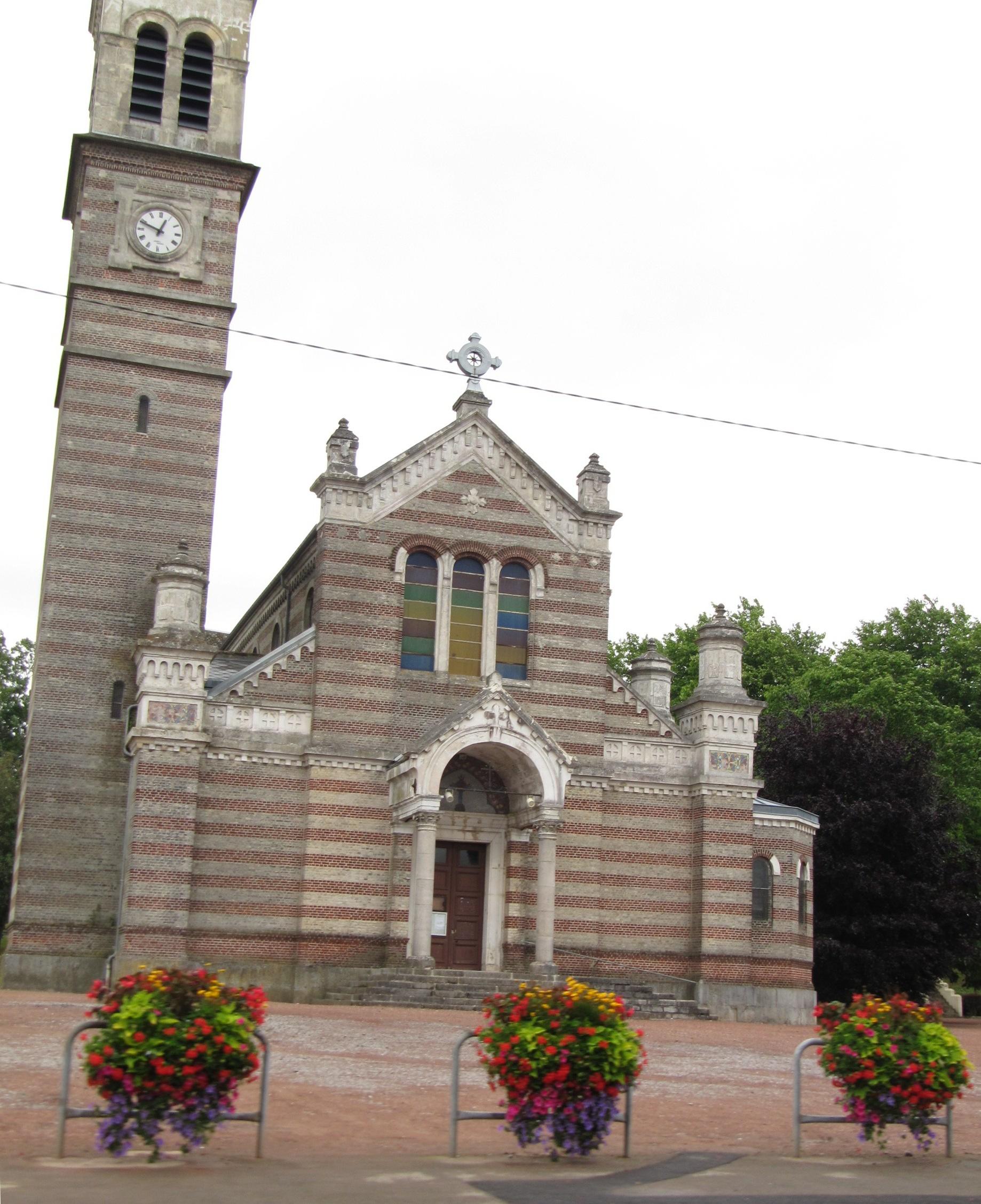
L'église de La Capelle.

- Une borne routière romaine est dressée au bord de la RN 2, sur le trajet de l'ancienne voie romaine reliant Reims et Bavay. Elle est la seizième depuis Bavay, qui se trouve à 39 km environ. La distance a été mesurée par ses constructeurs en grandes lieues gauloises (2450 m) et non pas en milles romains (1478 m), comme souvent dans la région. C'est donc une borne leugaire, et non pas une borne milliaire. De forme cylindrique, elle est en pierre du Laonnois.
- Eglise Sainte-Grimonie.
- Chapelle Notre-Dame-de-la-Salette de La Capelle.
- Chapelle Sainte-Grimonie de La Capelle.
- Chapelle Saint-Roch de La Capelle.
- Hippodrome réputé : l'hippodrome de la Capelle, créé en 1874.
- Oratoire Notre-Dame-de-Bon-Secours-et-Saint-Antoine : cet oratoire au couronnement original a été édifié par un membre de la famille du fondateur, peu après le décès de ce dernier en janvier 1776[33].
- Villa Pasques[34], qui fut le lieu où les plénipotentiaires allemands prirent contact avec les alliés pour négocier l'armistice de 1918[35],[36]. La villa Pasques est depuis 1992 le siège de la communauté de communes de la Thiérache du Centre[37].

### Personnalités liées à la commune
- Claas Hugo Humbert (1830-1904), écrivain, molièriste franco-allemand, petit-fils du maire de La Capelle, Louis-Henri Humbert.
- Léon Dehon (1843-1925), religieux français - fondateur de la congrégation des prêtres du Sacré-Cœur de Jésus.
- Pierre Sellier (1892-1949), clairon de la paix de la Première Guerre mondiale.
- Guy Mairesse (1910-1954), pilote automobile français, y est né.

### Héraldique
| Blason de La Capelle | Blason  | Coupé : au 1er d'azur à la muraille crénelée d'argent, flanquée de deux tours du même, le tout maçonné de sable, aux deux lions d'or adossés et brochant, tenant un sabre d'argent, au 2e de gueules aux quatre besants d'or. |
| Blason de La Capelle | Détails | Le statut officiel du blason reste à déterminer. |

## Pour approfondir